# Fikonkaktus
Fikonkaktus (Opuntia ficus-indica) är en suckulent växtart inom släktet opuntiasläktet (Opuntia) och familjen kaktusar.
Arten är troligen ursprunglig i Mexiko, men numera förvildad i varma områden i hela världen.
Fikonkaktus bildar suckulenta träd, 3–6 meter höga, med en stam som kan bli 30-45 cm i diameter. Grenarna är indelade i platta gröna segment som är omvänt äggrunda till avlånga, 20-60 cm långa och 10-25 cm breda. Areolerna är smalt elliptiska, brunulliga och sitter 2-5 cm från varandra. Glochiderna är gula eller bruna. Bladen är syllika och faller tidigt. Taggar saknas ofta helt, eller 1-6. Blommorna är gula till orange, 5-10 cm i diameter. Ståndarna är gula och pistillen något rödaktig, märkesflikarna är gula. Frukten är ett ätligt, äggformat bär som blir gult, orange purpurrött som moget, 5-10 cm långt med glochider och ibland taggar. Blomningstid är våren.
Arten har varit i odling länge och dess ursprung är inte längre känt, men är troligen selekterad ur den mexikanska arten Opuntia streptacantha. Selektion har drivit fram tagglösa populationer som idag är vanligare än de med taggar. Fikonkaktusar finns naturaliserade i de flesta varma områden och klassas ibland som ogräs.
Fikonkaktus odlas för sina välsmakande frukter. Unga skott kan användas som grönsak i inläggningar och sallader. Arten används också som underlag för koschenillsköldlusen i produktionen av färgämnet koschenill, mer känt som karmin eller E120.

## Sorter
Gamla europeiska sorter som kan finnas kvar i odling:
- 'Alba' - frukter stora, ovala, vita eller vita med svagt röda linjer.
- 'Asperma' - i det närmaste "kärnfria" gula frukter.
- 'Asperma Minor' - 5-6 cm långa, gula frukter, mindre än 'Asperma'
- 'Lutea' - frukter ovala, gula. Mycket söt sort.
- 'Pyriformis' - har päronformade frukter, till 12 cm långa, gula med röda och purpur streck.
- 'Rubra' - frukter ovala till päronformade, karmosinröda.
- 'Serotina' ovala frukter, ofta med röd solsida. Mognar senare än andra sorter.

Numera finns en mängd kommersiella sorter.